# Nhiễm sắc thể giới tính

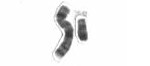
Nhiễm sắc thể XY ở đàn ông sau khi G-banding

Nhiễm sắc thể giới tính là một loại nhiễm sắc thể khác với một nhiễm sắc thể thường ở hình dạng, kích thước và chức năng. Nhiễm sắc thể giới tính của con người, một cặp nhiễm sắc thể giới tính thông thường của động vật có vú, quyết định giới tính của một cá nhân được tạo ra trong quá trình sinh sản hữu tính. Nhiễm sắc thể bình thường khác với nhiễm sắc thể giới tính bởi vì nhiễm sắc thể bình thường xuất hiện theo cặp mà các thành tố của nó đều có cùng dạng nhưng khác các cặp khác trong một tế bào lưỡng bội, trong khi đó các thành tố của một cặp nhiễm sắc thể giới tính có thể khác nhau và do đó quyết định giới tính.

## Quyết định giới tính
Tất cả sinh vật lưỡng bội với giới tính được quyết định bằng nhiễm sắc thể giới tính sẽ nhận một nửa số nhiễm sắc thể giới tính từ mỗi bố và mẹ của chúng. Với động vật có vú, con cái là XX, chúng có thể truyền lại một trong hai nhiễm sắc thể X, và vì con đực là XY chúng có thể truyền lại hoặc là X hoặc là Y. Với một con động vật có vú là con cái về mặt nhiễm sắc thể, cá thể đó phải nhận một nhiễm sắc thể X từ cả hai bố mẹ, trong khi đó để là con đực thì nó phải nhận một nhiễm sắc thể X từ mẹ và một nhiễm sắc thể Y từ cha. Do đó tinh trùng của người đàn ông chính là thứ quyết định giới tính của con đối với con người.